# Unification (álbum)
Unification es el segundo álbum de estudio de la banda alemana Iron Savior. El álbum continúa con la historia de ciencia ficción que empieza en el primer álbum del grupo.

## Lista de canciones
- 1. "Coming Home"
- 2. "Starborn"
- 3. "Deadly Sleep" (Kai Hansen)
- 4. "Force of Rage"
- 5. "Captain's Log"
- 6. "Brothers (Of the Past)"
- 7. "Eye to Eye"
- 8. "Mind Over Matter"
- 9. "Prisoner of the Void"
- 10. "The Battle"
- 11. "Unchained"
- 12. "Forevermore" (Kai Hansen)
- 13. "Gorgar [Versión '98] (Helloween cover)" (Kai Hansen)
- 14. "Neon Knights (Black Sabbath cover)" (Bill Ward/Geezer Butler/Ronnie James Dio/Tony Iommi)
- 15. "Dragonslayer (performed by Excelsis)"

- Datos: Q1938157